# Nessun Dorma (filme)
Nessun Dorma (em Chinês: 兇手還未睡), é um filme honconguês de suspense psicológico, dirigido por Herman Yau e estrelado por Gordon Lam, Andy Hui e Janice Man, baseado no romance de Erica Li e  Zendodric, sendo-os como roteiristas principais do filme. Nessun teve a sua estréia em 40ª no Festival Internacional de Filme em Hong Kong, em 22 de março de 2016, mais tarde lançado nos Cinema de Hong Kong em 27 de outubro do mesmo ano.

## Elenco
- Gordon Lam, como Vincent Lee (李偉臣)
- Andy Hui, como Fong Mo-chit (方慕哲)
- Janice Man, como Jasmine Tsang (曾斯敏)
- Jacky Cai
- Wilfred Lau
- Tarah Chan
- Steve Chan
- Julius Brian Siswojo
- Candice Yu

## Produção
A filmagem de Nessun Dorma começou em 2 de agosto de 2015.

### Bilheteria
Na China, o filme faturou mais de dois milhões de dólares.